# Доње Крчевине
Доње Крчевине је насељено место у Босни и Херцеговини у општини Травник. Административно припада Федерацији Босне и Херцеговине, односно њеном Средњобосанском кантону. Према попису становништва из 2013. у насељу је било 325 становника, а већинску популацију чинили су Бошњаци.

## Становништво
По последњем службеном попису становништва из 2013. године у овом насељу живело је 325 становника, а село је било етнички хомогено са већинском бошњачком популацијом.
| Националност | 2013. | 1991.        | 1981.        | 1971.        |
| Бошњаци      | —     | 372 (74,85%) | 364 (77,12%) | 398 (71,45%) |
| Хрвати       | —     | 94 (18,91%)  | 100 (21,19%) | 134 (24,06%) |
| Срби         | —     | 1 (0,20%)    | 1 (0,21%)    | 18 (3,23%)   |
| Југословени  | —     | 30 (6,04%)   | 6 (1,27%)    | 6 (1,07%)    |
| Црногорци    | —     | 0            | 0            | 1 (0,18%)    |
| остали       | —     | 0            | 1 (0,21%)    | 0            |
| Укупно       | 325   | 497          | 472          | 557          |